# Simplex (Frankrijk)
Simplex was een Frans automerk dat tussen 1920 en 1921 een aantal auto's maakte.
De auto's maakten gebruik van een horizontaal geplaatste motor met één cilinder die 735cc mat. De auto was een zogenaamde Cyclecar, een auto van lichte constructie die als belangrijkste kenmerk had het lichte gewicht.